# Saanich
Saanich är en ort i Kanada.   Den ligger i provinsen British Columbia, i den södra delen av landet, 3 600 km väster om huvudstaden Ottawa. Saanich ligger 19 meter över havet och antalet invånare är 109 752.
Terrängen runt Saanich är platt åt sydost, men åt nordväst är den kuperad. Havet är nära Saanich åt nordost. Runt Saanich är det mycket tätbefolkat, med 3 134 invånare per kvadratkilometer.. Närmaste större samhälle är Victoria, 13,0 km söder om Saanich.
Runt Saanich är det i huvudsak tätbebyggt.